# Stadt und Republik Bern
Die Stadt und Republik Bern (Respublica Bernensis) entwickelte sich durch Gebietserweiterungen der 1191 gegründeten, späteren Reichsstadt Bern zwischen Genf und Brugg sowie Jurasüdfuss und Berner Alpen. Bern galt bis zu seiner Auflösung 1798 als mächtigster und grösster Stadtstaat nördlich der Alpen.

## Gründung und Aufstieg

### Besiedlung und Gründung Berns
Während der römischen Herrschaft in Helvetien gehörte der überwiegende Teil des heutigen Kantons Bern zum Gebiet der Civitas Helvetorum, als deren Hauptstadt Aventicum fungierte. In der Völkerwanderung begegneten sich im Raum Bern Alemannen und Burgunden, mit deren Unterwerfung das Land unter fränkische Herrschaft kam. Im Jahr 888 wurde das Gebiet Bestandteil des neuburgundischen Reichs und fiel mit diesem 1032 ans Heilige Römische Reich. Die Zähringer, die 1127 von Friedrich Barbarossa das Rektorat über das diesseits des Jura gelegene Burgund erhalten hatten, suchten den ansässigen Adel durch Sicherung strategischer Punkte unter Kontrolle zu halten. Sie befestigten bestehende Siedlungen und bauten Burgen zu Städten aus. Nach der Überlieferung soll Bern 1191 durch Herzog Berchtold V. von Zähringen begründet worden sein.

### Von der Königs- zur Reichsstadt
Da Bern auf Reichsgut lag, wurde nach dem Tod des Stadtgründers der König Stadtherr. Die Goldene Handfeste des Kaisers Friedrich II. vom 17. Mai 1218 wurde vermutlich um 1250 abgefasst. Als Schutz gegen die Grafen von Kyburg, welche die schweizerischen Allodien der Zähringer geerbt hatten, begab sich die Stadt Bern 1255 in ein Schirmverhältnis zu Savoyen, wodurch sie in den Streit dieses Hauses gegen Rudolf von Habsburg verwickelt wurde und wiederholt Belagerungen von Seiten des letzteren ausgesetzt war. Mit der Änderung der Verfassung im Jahr 1292 wurde ein Grosser Rat geschaffen. König Adolf bestätigte 1293 in Zürich die Goldene Handfeste, gewährte Bern zudem das Recht, während einer Reichsvakanz selber einen Schultheissen zu wählen, und sah ihnen in einer zweiten Urkunde alles nach, was sie sich während der letzten Reichsvakanz (Juli 1291 bis Mai 1293) an Privilegien angeeignet hatten. Damit lag die Wahl des Schultheissen beim Rat der Stadt. Um 1300 waren die Berner so selbstbewusst, dass sie sich nicht mehr als Königs-, sondern als Reichsstadt sahen, indem sie zwischen dem Reich und der Person des jeweiligen Herrschers (König, Kaiser) klar unterschieden.

### Bündnis mit den Waldstätten und Machtausdehnung

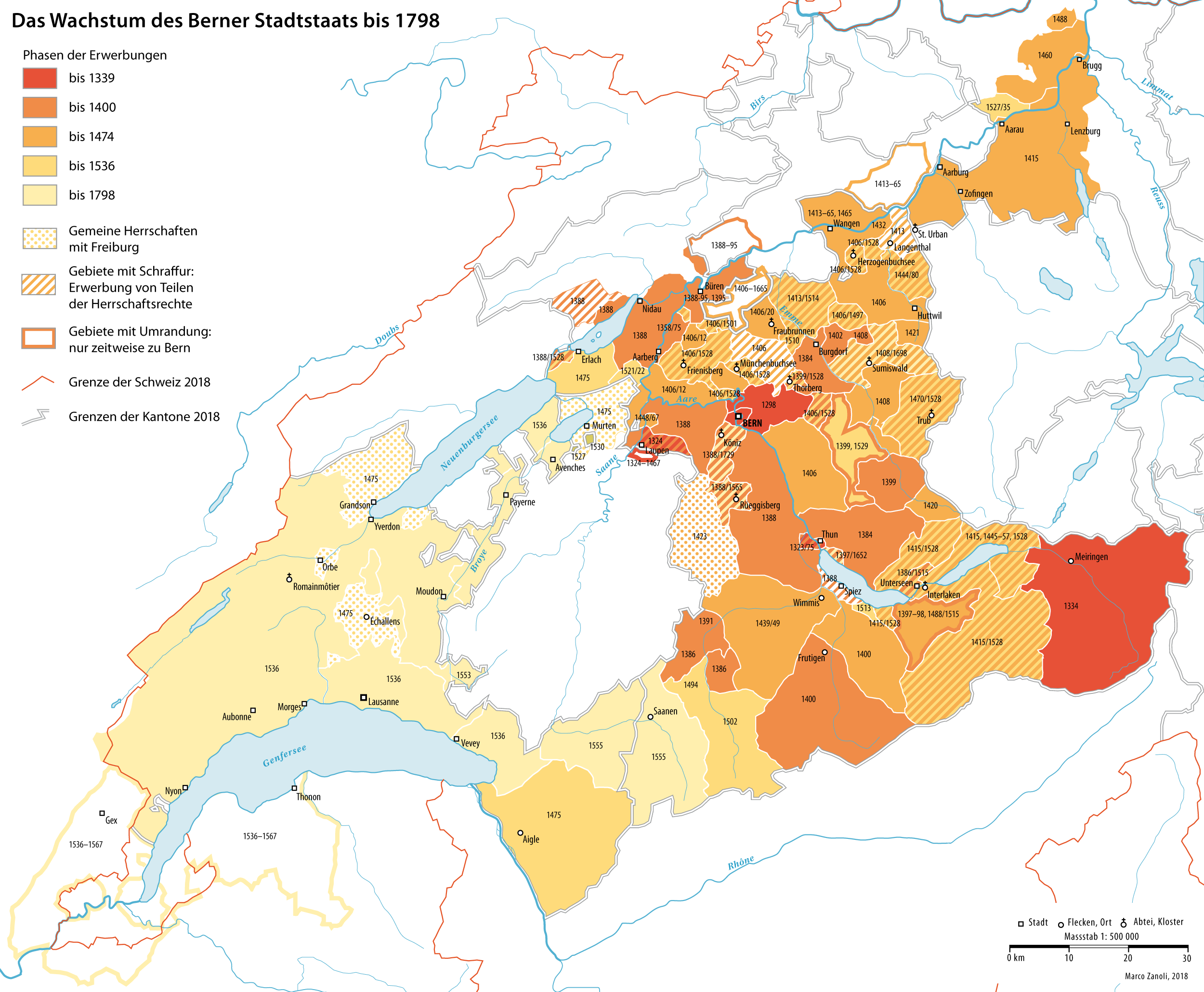
Karte des Wachstums des Territoriums des bernischen Stadtstaats bis 1798

Am 6. März 1353 wandelte Bern sein Verhältnis zu den Waldstätten in einen ewigen Bund um. Als Reichsstadt erwarb Bern Lehen durch Kauf, Tausch und Eroberung auf Kosten des regionalen Hochadels. 1365 erhielt Bern das Recht, Reichslehen zu erwerben, und 1379 zusätzlich, Reichslehen weiterzuverleihen. Gebiete wurden auch bernisch, indem die entsprechenden Lehensträger (Twingherren) das bernische Burgerrecht erwarben und sich damit Bern verpflichteten. Diese Gebiete unterstanden Bern nur mittelbar (mediat). Jedes neu erworbene Gebiet (Grafschaft, Talschaft, Herrschaft), welches Bern unmittelbar (immediat) verwaltete, behielt seine lehensrechtliche Stellung und seine angestammten Satzungen, doch Bern setzte anstelle eines Grafen, Twingherren oder Reichsvogtes einen eigenen Vogt ein. 1415 gelang es der Stadt Bern, dem Kaiser Sigismund lehensrechtliche Stellvertreterfunktionen abzuringen. Von nun an amtete Bern in lehensrechtlichen Fragen anstelle des Kaisers.

### Burgunderkriege und Verfestigung der Verfassung

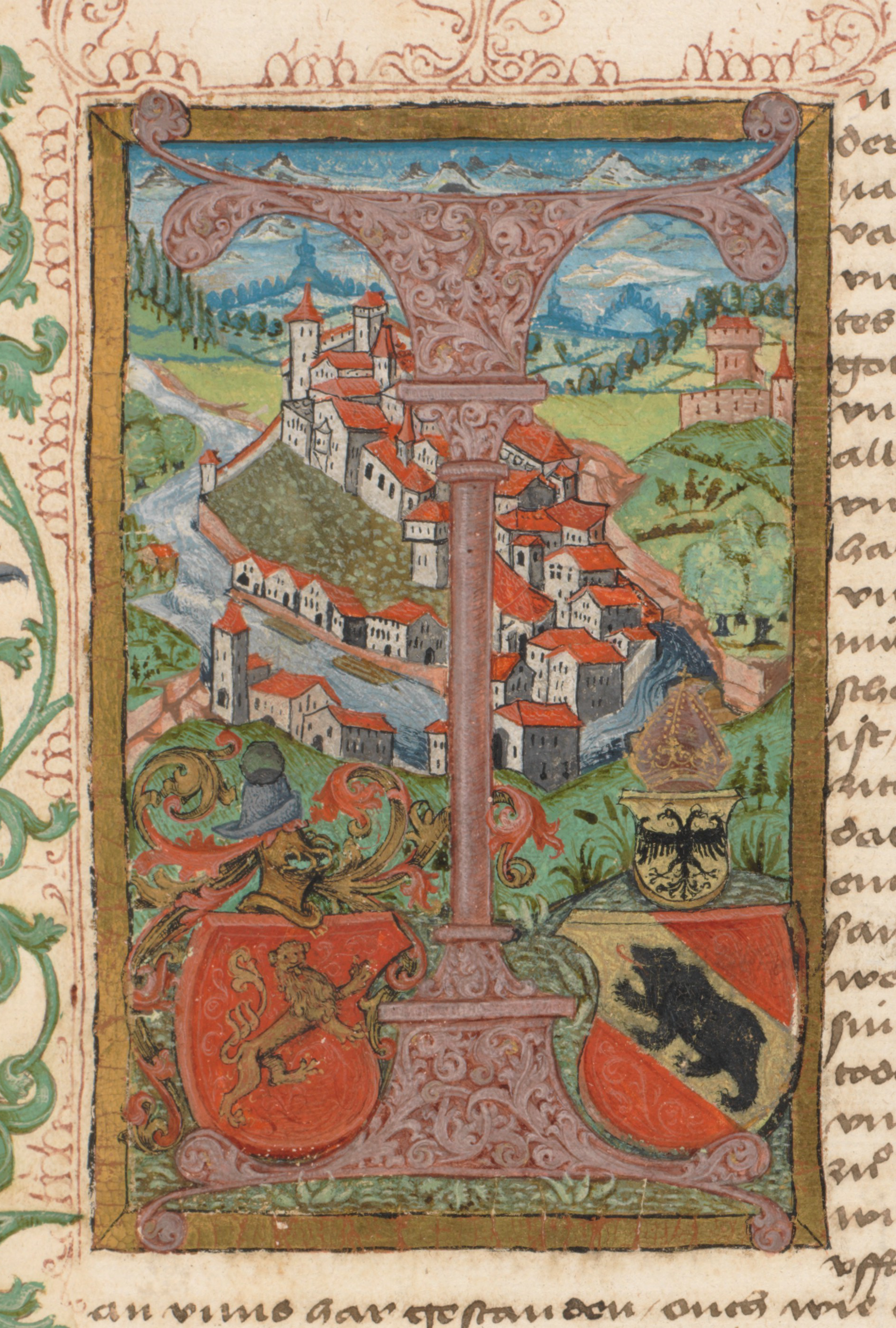
Bern in einer Kapitale („I“) der Spiezer Chronik (1485)

Während der Burgunderkriege übernahm Bern unter dem Schultheissen Adrian von Bubenberg die Führung der Eidgenossenschaft und fasste durch die mit Freiburg gemeinsam unternommene Eroberung von Murten, Grandson, Orbe und Echallens 1475 Fuss in der Waadt. Im 15. Jahrhundert wurde der Grosse Rat vom Kleinen Rat und den Sechzehnern gewählt, letztere wiederum, vier aus jedem Stadtviertel, wurden von den Vorstehern der Viertel, den Vennern, ernannt; diese mussten von den vier Gesellschaften der Pfister (Bäcker), Gerber, Metzger und Schmiede angenommen werden, ihre Wahl stand jedoch dem Grossen Rat zu. So hatte die Burgerschaft ihre direkte Einwirkung auf die Wahlen verloren. Die verschiedenen Wahlgremien ernannten oder bestätigten sich gegenseitig, die Ämter wurden faktisch lebenslang vergeben.

### Loslösung von der Kurie, Reformation und Eroberung der Waadt
Im Zug der territorialen Machtausdehnung gelang es Bern nach und nach, in den umliegenden Klöstern bernische Klostervögte einzusetzen und die Klöster dadurch den Bischöfen zu entfremden. Verschiedene Stifte wie Amsoldingen oder der Deutsche Orden in Bern wurden in weltliche Chorherrenstifte umgewandelt und unter die Aufsicht des bernischen Rats gestellt. Nach der Berner Disputation von 1528 beschloss der Kleine Rat, die Reformation anzunehmen. Die flächendeckende Einführung gelang nicht ohne Schwierigkeiten und führte zu den Oberländer Reformationsunruhen. Mit der Eroberung der Waadt 1536 wurde Bern zum grössten von einer Stadt beherrschten Staat nördlich der Alpen. Die Verwaltung des Stadtstaates basierte auf dem bernischen Stadtrecht und dem Lehnswesen.

## Politische Gliederung, Geschlechterherrschaft und Machtbalance

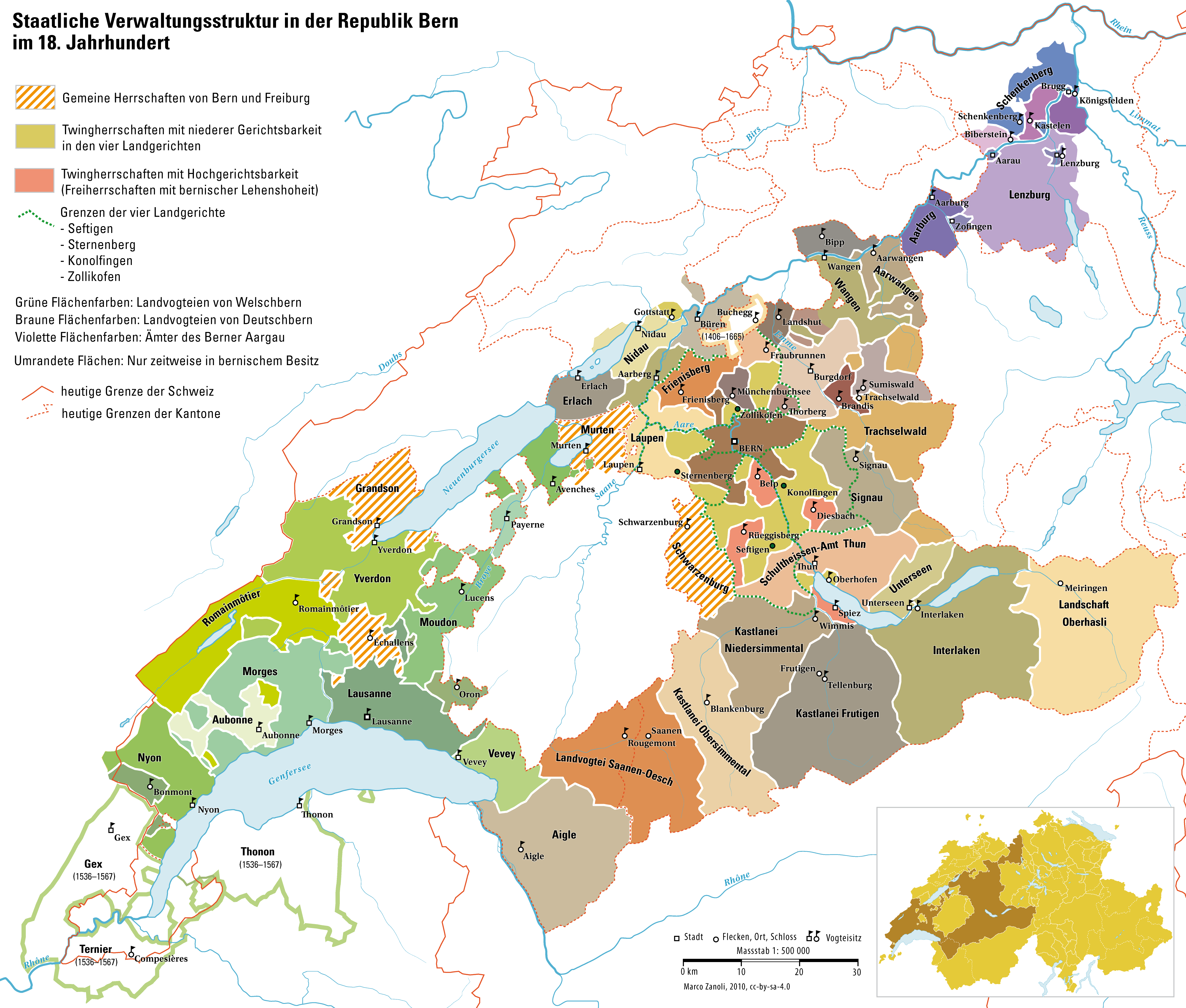
Verwaltungsgliederung des Stadtstaats im 18. Jahrhundert

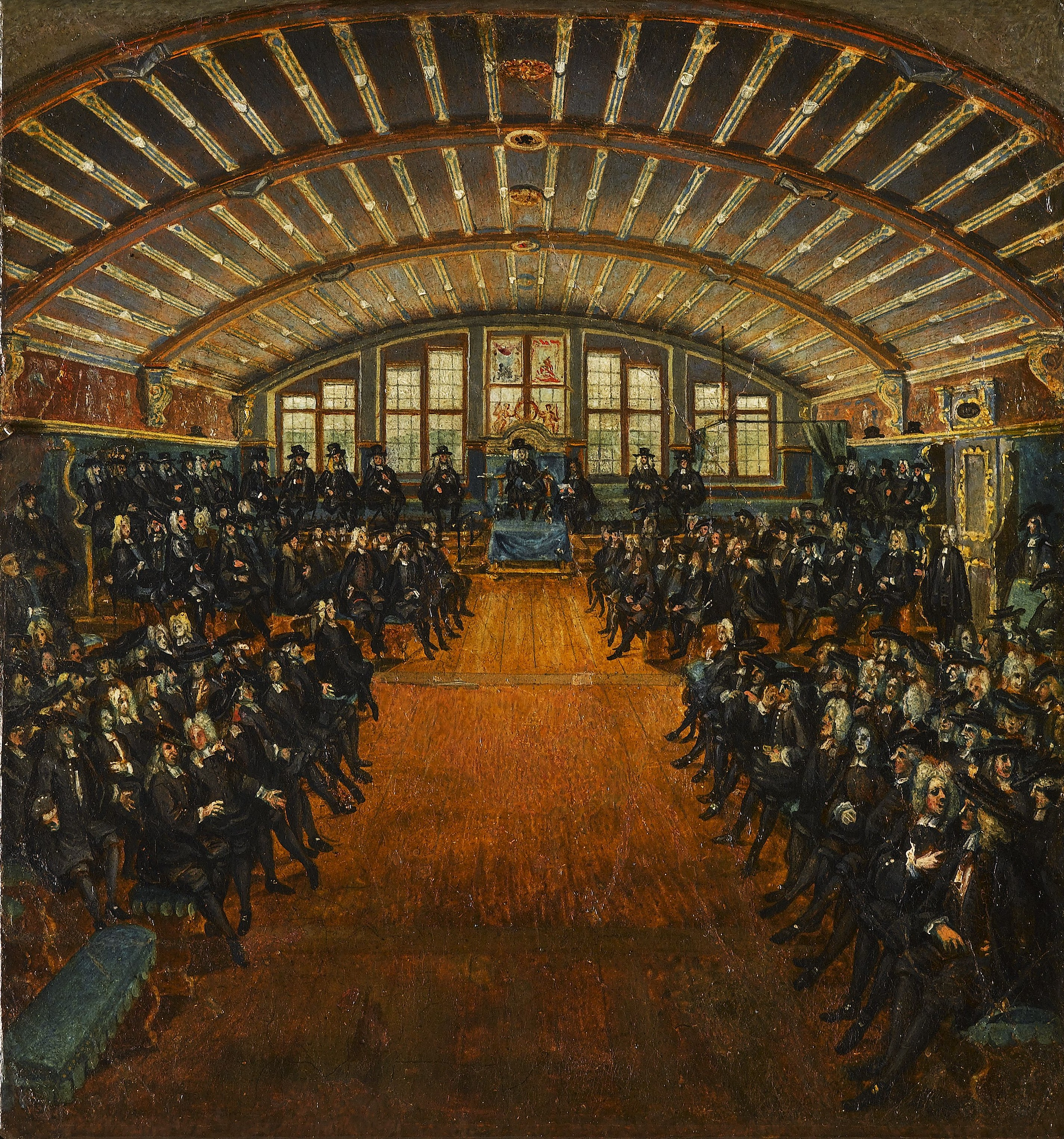
Der Grosse Rat von Bern (1735)

### Schultheiss, Räth und Burger
Der hochmittelalterliche Stadtherr Berns setzte als seinen Stellvertreter einen Schultheissen (scultetus, causidicus) ein. Das bernische Stadtrecht folgte demjenigen der Stadt Freiburg im Breisgau. Nach dem Tod Berchtolds V. von Zähringen (1218) fiel die Stadt Bern, weil auf Königsland errichtet, dem König anheim. Von nun an setzte der deutsche König den Schultheissen oder Reichsvogt ein, später möglicherweise auch der Schirmherr Peter von Savoyen. Mit der 1218 datierten, mit grosser Sicherheit aber erst später ausgefertigten Goldenen Handfeste erhielt der bernische Rat das Recht, den Schultheissen aus seiner Mitte zu wählen. Es ist davon auszugehen, dass Bern im 13. Jahrhundert um dieses Recht zu ringen hatte. Noch 1244 und 1255 werden Reichsvögte und Reichsdelegierte in den Quellen erwähnt. Eine Wahl des Schultheissen durch den Rat (mit Bestätigung durch den König) dürfte sich erst in der zweiten Hälfte des 13. Jahrhunderts durchgesetzt haben. 1293 bestätigte König Adolf in Zürich die Goldene Handfeste, gewährte den Bernern zudem das Recht, während einer Reichsvakanz den Schultheissen selber zu wählen, und sah ihnen in einer zweiten Urkunde alles nach, was sie sich während der letzten Reichsvakanz (Juli 1291 bis Mai 1293) an Rechten angeeignet hatten. Die Wahl des Schultheissen lag nun endgültig in der Hand der Stadt. Um 1300 waren die Berner selbstbewusst genug, dass sie sich nicht mehr als Königs-, sondern als Reichsstadt sahen, indem sie zwischen dem Reich und der Person des jeweiligen Herrschers (König, Kaiser) klar unterschieden.
Mit der Verfassungsänderung von 1294 wurde ein Grosser Rat geschaffen. Die sogenannten Ämter und Dienste waren Verwaltungsposten, die ausschliesslich durch Mitglieder des Grossen Rates der Stadt Bern besetzt werden konnten. Die Amtleute wurden in der Regel auf sechs Jahre gewählt, ab 1710 wurden die Ämter im Grossen Rat unter den Bewerbern ausgelost. Die Ämter (Landvogteien, Klostervogteien, Kastlaneien und Stadtämter etc.) waren nach ihrem finanziellen Ertrag in vier Klassen eingeteilt. Neben den Ämtern des Grossen Rates gab es Funktionen, die den Mitgliedern des Kleinen Rates vorbehalten waren (Zeugherr, Bauherr vom Rat, Kirchmeier etc.), sowie Posten, die auch durch Burger ohne Sitz im Grossen Rat versehen werden konnten (Eisenherr, Tuchherr, Brunnmeister etc.).

### Die Geschlechter und die Republik
Durch Abschliessungstendenzen der Eliten bildete sich seit dem Spätmittelalter eine Aristokratie. Ursprünglich stand die höchste Gewalt bei der Stadtgemeinde, die den Rat und Schultheissen wählte. 1373 wurden die Zünfte verboten und stattdessen die Handwerke gezwungen, sich in obrigkeitlich beaufsichtigten Stuben (Gesellschaften) zu organisieren. Indem die Stadt zudem den Stubenzwang für alle Bürger (auch Adelige) einführte, machte sie die andernorts mächtigen Handwerkergruppen mundtot. Im 17. Jahrhundert bestand der (Kleine) Rat aus zwei Schultheissen, die jährlich miteinander abwechselten, zwei Seckelmeistern, vier Vennern, 17 Ratsherren und zwei Heimlichern. Letztere waren die besonderen Vertreter der Zweihundert und wurden jährlich von diesen ergänzt und bestätigt; die Zweihundert aber ergänzten sich teils selbst, teils durch die von ihnen aus ihrer Mitte gewählten Sechzehner, teils durch den (Kleinen) Rat.
Nachdem der Erwerb des Bürgerrechts immer weiter erschwert worden war, erfolgte 1680 ein Beschluss, wonach nur diejenigen Familien für regimentsfähig erklärt wurden, die vor 1643 Bürger geworden waren. Ihre Namen, 360 an der Zahl, wurden in das Rote Buch eingetragen. Alle später aufgenommenen Bürger bildeten die niedrigere Klasse der ewigen Einwohner, die jedoch ihrerseits vor den blossen Hintersässen durch die Erlaubnis, Handel und Handwerk zu treiben und Häuser zu besitzen, bevorzugt waren. Von den regimentsfähigen Familien waren aber nur 80 wirklich regierende und bildeten das bernische Patriziat. 1648 erhielt Bern im Westfälischen Frieden die volle staatliche Souveränität und löste sich somit endgültig vom Reich, 1653 kam es zum Schweizer Bauernkrieg.

## Europäische Macht und Untergang

### Verwaltung und Repression im Innern

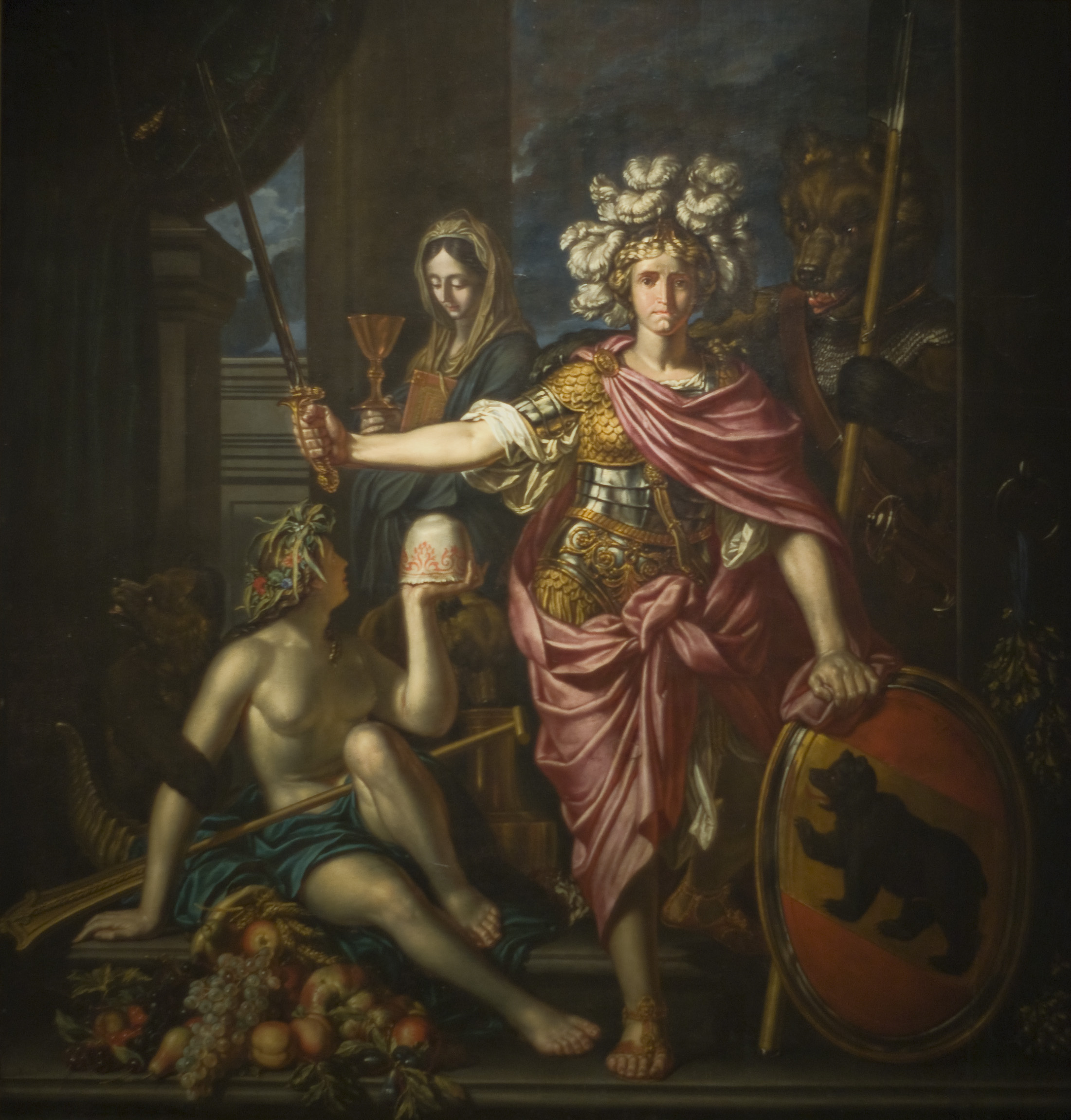
Joseph Werner, Allegorie auf Bern (1682).

Die bernische Regierung zeichnete sich einerseits durch eine sorgfältige, sparsame und milde Verwaltung aus, so dass mehrere Denker wie Albrecht von Haller, Jean-Jacques Rousseau, Napoleon Bonaparte und Johannes von Müller in Bern das Muster eines weise verwalteten Staats sahen. Die 1759 von Magistraten und aufklärerisch gesinnten jungen Patriziern in Bern gegründete Ökonomische Gesellschaft war eine der frühesten derartigen Einrichtungen in Europa.
Andererseits wurde jedes Verlangen nach einer Änderung der bestehenden Ordnung, wie es sich etwa im Schweizer Bauernkrieg von 1653 äusserte, von der bernischen Obrigkeit als Aufruhr behandelt und mit Härte bestraft, so auch 1723 die Rebellion unter dem Major Davel in der Waadt und 1749 die Verschwörung von Samuel Henzi in Bern. Auch religiöser Nonkonformismus wurde nicht geduldet. Besonders brutal ging Bern gegen die pazifistische Täuferbewegung vor. Eine eigens dafür eingerichtete Täufer-Kammer mit eigenen Täuferjägern spürte, mit Hilfe von Kopfgeldern, versteckt lebende Mennoniten auf. Diese wurden in der Regel hingerichtet, ihre Höfe und ihr Besitz wurden konfisziert. Die repressive Politik gegenüber den Täufern wurde zum Teil bis ins 18. Jahrhundert fortgeführt. Neben den Täufern wurde auch der sich an der Wende zum 18. Jahrhundert ausbreitende Pietismus anfänglich unterdrückt, konnte sich aber unter Samuel Lutz und Samuel König konsolidieren.

### Aufklärung, Revolution und Kapitulation
Der durch die Französische Revolution erwachte demokratische Geist vertrug sich nicht mehr mit diesen Zuständen. Das französische Direktorium bot den unzufriedenen Waadtländern die Hand, und es kam im Frühjahr 1798 zum sogenannten Franzoseneinfall. Bern unterlag gegen die Übermacht der französischen Truppen trotz Widerstand der bernischen Truppen unter Karl Ludwig von Erlach und Niklaus Friedrich von Steiger bei Fraubrunnen und in der Schlacht am Grauholz sowie dem Sieg unter Johann Rudolf von Graffenried in der Schlacht bei Neuenegg am 5. März. Die bernische Regierung hatte bereits am 4. März abgedankt, am 5. März 1798 wurde die Stadt Bern von französischen Truppen besetzt. Durch die helvetische Verfassung wurden Waadt, Aargau und das Berner Oberland als eigenständige Kantone von Bern abgetrennt.